# Доксинг
До́ксинг, doxing (від англ. documents dropping) — практика збирання та публікації особової чи ідентифікуючої інформації про певну особу чи організацію.
Для збирання інформації використовуються пошук в інтернеті, дослідження в соціальних мережах, перевірка в публічно доступних базах даних та в незаконно отриманих базах даних певних організацій (сервісів доставки, магазинів, банків тощо), методи соціальної інженерії, стеження, хакерства. Доксинг часто використовується як метод впливу (в тому числі політичного), помсти, цькування, шантажу та хуліганства.
За версією журналу Wired, термін походить зі сленгу хакерської культури 1990-х.

## Техніка доксингу
У сучасному світі через інтернет можна знайти багато інформації про більшість людей. Навіть простий вебпошук може дати результат. Часто аккаунти жертви чи пов'язаних з нею людей (друзів, родичів, колег) у соціальних мережах, як Facebook, Twitter, Youtube, Google+, VK та Однокласники, наповнені особовою інформацією: люди самі публікують свої реальні дані (ПІБ, телефон, місце проживання, дату народження тощо), фотографії, часті місця відвідування. Далі, застосовуючи методи соціальної інженерії, можна, поговоривши з жертвою чи її знайомими, дізнатись певні ключові дані, які можуть знадобитись для наступних дій. Зібрані таким чином дані дозволять отримати більше інформації з державних установ чи компаній, клієнтом яких є жертва. На «чорному ринку» можна купити бази даних з номерами паспорту, ідентифікаційними кодами, місцем прописки, майном чи іншими особовими даними жертви.
Класичний доксинг полягає в простій публікації зібраних даних жертви на публічних майданчиках, як форуми, соціальні мережі, блоги чи навіть ЗМІ.
Але для більшого ефекту зібрані дані можуть бути використані для «псування життя» жертві, наприклад, пранків, примусової підписки на непристойні сервіси чи покупки від імені жертви товарів, лжезізнання жертви у чомусь непристойному або навіть у злочині, що своєю чергою може призвести до атаки чи переслідування жертви силовими структурами.
Також іноді методом доксингу користуються журналісти чи громадські діячі. Так, наприклад, публікація імені злочинця може розглядатись як доксинг.